# Verwaltungsgliederung von New York City

Das Siegel von New York City

Die Verwaltungsgliederung von New York City erfolgt auf zwei Ebenen:
- Die Stadt New York ist unterteilt in fünf Boroughs (Stadtbezirke), die Countys (Landkreise) des Bundesstaates New York entsprechen.
- Die Boroughs wiederum gliedern sich in insgesamt 59 offizielle Community Districts (CD), deren Rolle im Kapitel 69 der Charter der City of New York festgelegt sind.

Die Community Districts werden außer wenigen Ausnahmen aus mehreren Neighborhoods (Stadtteile) gebildet und sind, angesiedelt zwischen Stadtbezirk und Stadtteil, eine wichtige Größe für statistische Erhebungen in NYC. Sie nehmen dabei kaum administrative Aufgaben im engeren Sinne wahr, dienen aber hauptsächlich der verbesserten Mitsprache der Bürger. Jeder Community District hat ein Community Board mit bis zu 50 Mitgliedern, die Anwohner des jeweiligen Community Districts sein müssen und anteilig vom Borough President des jeweiligen Boroughs und dem lokalen Vertreter im Stadtrat (City Council) ernannt werden. Die Community Boards dienen als erste Anlaufstelle für Bürgerbeschwerden und haben ein Mitspracherecht bei Planungsvorhaben. Community Districts haben eine Einwohnerzahl ab 50.000 bis zu 300.000 und nehmen je nach Bevölkerung eine Fläche zwischen drei und 60 km² ein.
Überlagert werden die Grenzen der Community Districts von den Zuständigkeitsbereichen anderer städtischer Behörden, wie z. B. den Bezirken des New York City Council (Stadtrat), den Amtsbezirken (Precincts) von Feuerwehr und Polizei, und den Schuldistrikten (School districts) die sich nur teilweise mit den Grenzen der Community Districts decken.
New York City besteht aus zahlreichen Neighborhoods (Stadtteile oder Viertel) und wird auch als City of Neighborhoods genannt. Die Neighborhoods sind keine festdefinierten Verwaltungseinheiten, sondern Bezeichnungen, die sich im Laufe der Stadtgeschichte für einzelne Stadtteile herausgebildet haben. Viele dieser Neighborhoods gehen auf historische Ortschaften zurück, so z. B. das heutige Bushwick auf das 1661 von holländischen Siedlern gegründete Boswijck. Andere gehen auf Immobilienspekulanten, die wesentlich an der Entwicklung des jeweiligen Stadtteils beteiligt waren zurück; Brownsville beispielsweise ist nach Charles S. Brown benannt, der die Gegend kaufte und nach 1865 dort 250 Häuser errichtete. Wieder andere Bezeichnungen gehen auf historische Einwanderergruppen zurück, wie z. B. Little Italy und Chinatown und einige neuere Bezeichnungen sind Erfindungen der Immobilienindustrie, um eine Gegend besser vermarkten zu können, so wie NoHo (North of Houston Street) oder Dumbo (Down Under the Manhattan Bridge Overpass). Neighborhoods zeichnen sich oft durch einen bestimmten, relativ einheitlichen architektonischen Stil oder eine bestimmte ethnische Zusammensetzung aus. Die Einwohnerzahlen der Neighborhoods werden mit Summierung der US-Census-Tracts ermittelt und statistisch je nach Größe einzeln (z. B. Greenpoint), unterteilt (z. B. Bushwick-West und Bushwick-East) oder durch Zusammenlegung kleinerer Stadtteile (z. B. Downtown Brooklyn–Dumbo–Boerum Hill) angegeben.

## Boroughs/Countys

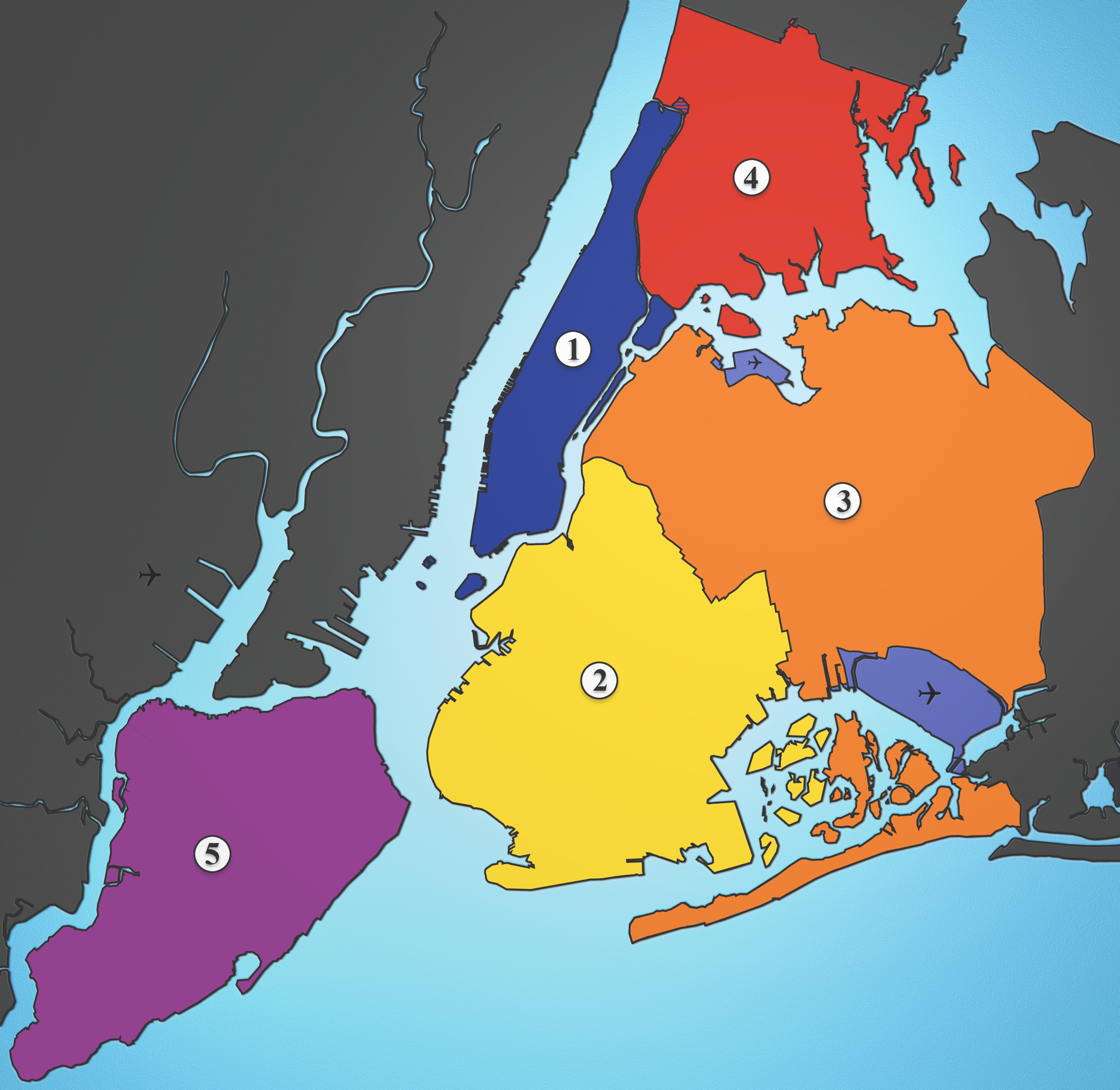
5 Boroughs

| Jurisdiktion                        | Jurisdiktion           | Einwohner            | Fläche   |
| Borough of…                         | County of              | Zensus 1. April 2020 | Land km² |
| 1. Manhattan                        | New York               | 1.694.251            | 59,57    |
| 2. Brooklyn                         | Kings                  | 2.736.074            | 183,89   |
| 3. Queens                           | Queens                 | 2.405.464            | 282,30   |
| 4. The Bronx                        | Bronx                  | 1.472.654            | 108,78   |
| 5. Staten Island                    | Richmond               | 495.747              | 150,81   |
| New York City                       | New York City          | 8.804.190            | 785,35   |
| New York (Bundesstaat)              | New York (Bundesstaat) | 20.215.751           | 141.299  |
| Quelle: United States Census Bureau |                        |                      |          |

## Community Districts

New York City
Community Districts

Die Einwohnerzahlen in der folgenden Tabelle beziehen sich auf die Volkszählung vom 1. April 2020.
| Community District (CD) | Fläche km² | Bev.      | Ew. km² | Neighborhoods |
| ----------------------- | ---------- | --------- | ------- | --- |
| Bronx CD 01             | 5,60       | 100.929   | 18.023  | Melrose, Mott Haven, Port Morris |
| Bronx CD 02             | 5,69       | 54.454    | 9.565   | Longwood, Hunts Point |
| Bronx CD 03             | 4,16       | 93.755    | 22.537  | Claremont, Crotona Park East, Melrose, Morrisania |
| Bronx CD 04             | 5,14       | 150.436   | 29.267  | Concourse, High Bridge, Mount Eden |
| Bronx CD 05             | 3,56       | 132.584   | 37.242  | Fordham, Morris Heights, Mount Hope, University Heights |
| Bronx CD 06             | 3,93       | 89.216    | 22.683  | Bathgate, Belmont, East Tremont, West Farms |
| Bronx CD 07             | 4,95       | 146.813   | 29.659  | Bedford Park, Fordham, Kingsbridge Heights, Norwood, University Heights |
| Bronx CD 08             | 8,32       | 106.924   | 12.851  | Fieldston, Kingsbridge, Marble Hill, Riverdale, Spuyten Duyvil |
| Bronx CD 09             | 10,70      | 188.249   | 17.593  | Bronx River, Clason Point, Parkchester, Soundview, Castle Hill, Harding Park, Unionport |
| Bronx CD 10             | 15,79      | 130.763   | 8.278   | City Island, Co-op City, Country Club, Edgewater Park, Pelham Bay, Schuylerville, Throgs Neck, Westchester Square |
| Bronx CD 11             | 9,33       | 119.666   | 12.826  | Allerton, Bronxdale, Indian Village, Morris Park, Pelham Parkway, Pelham Gardens, Van Nest |
| Bronx CD 12             | 14,17      | 163.489   | 11.539  | Baychester, Eastchester, Edenwald, Olinville, Wakefield, Williamsbridge, Woodlawn |
| Brooklyn CD 01          | 12,17      | 204.125   | 16.772  | Williamsburg, Greenpoint |
| Brooklyn CD 02          | 7,25       | 130.021   | 17.933  | Brooklyn Heights, Downtown Brooklyn, Dumbo, Vinegar Hill, Boerum Hill, Fort Greene, Brooklyn Navy Yard, Fulton Ferry, Clinton Hill |
| Brooklyn CD 03          | 7,51       | 174.960   | 23.296  | Bedford–Stuyvesant, Stuyvesant Heights, Tompkins Park North |
| Brooklyn CD 04          | 5,18       | 120.747   | 23.310  | Bushwick |
| Brooklyn CD 05          | 14,50      | 200.293   | 13.813  | East New York, Cypress Hills, Highland Park, New Lots, City Line, Starrett City |
| Brooklyn CD 06          | 8,03       | 113.933   | 14.188  | Red Hook, Carroll Gardens, Park Slope, Gowanus, Cobble Hill |
| Brooklyn CD 07          | 9,58       | 133.230   | 13.907  | Sunset Park, Windsor Terrace |
| Brooklyn CD 08          | 4,14       | 108.259   | 26.149  | Crown Heights, Prospect Heights, Weeksville |
| Brooklyn CD 09          | 4,14       | 102.000   | 24.637  | Crown Heights South, Prospect Lefferts Gardens, Wingate |
| Brooklyn CD 10          | 10,36      | 136.071   | 13.134  | Bay Ridge, Dyker Heights, Fort Hamilton |
| Brooklyn CD 11          | 9,58       | 198.870   | 20.758  | Bath Beach, Gravesend, Mapleton, Bensonhurst |
| Brooklyn CD 12          | 9,32       | 205.377   | 22.036  | Borough Park, Kensington, Ocean Parkway, Midwood |
| Brooklyn CD 13          | 8,29       | 108.905   | 13.136  | Coney Island, Brighton Beach, West Brighton, Gravesend, Sea Gate, Homecrest |
| Brooklyn CD 14          | 7,51       | 164.568   | 21.913  | Ditmas Park, Flatbush, Midwood, Manhattan Terrace, Ocean Parkway, Prospect Park South |
| Brooklyn CD 15          | 12,17      | 169.632   | 13.938  | Sheepshead Bay, Manhattan Beach, Gerritsen Beach, Kings Highway, East Gravesend, Homecrest, Plum Beach |
| Brooklyn CD 16          | 4,92       | 98.506    | 20.021  | Brownsville, Broadway Junction, Ocean Hill |
| Brooklyn CD 17          | 8,81       | 162.446   | 18.438  | East Flatbush, Flatbush, Remsen Village, Farragut, Rugby, Erasmus |
| Brooklyn CD 18          | 22,01      | 204.095   | 9.272   | Canarsie, Bergen Beach, Mill Basin, Flatlands, Marine Park, Georgetown, Mill Island |
| Manhattan CD 01         | 4,10       | 78.390    | 19.105  | Battery Park City, Civic Center, Ellis Island, Governors Island, Liberty Island, South Street Seaport, Tribeca, World Trade Center |
| Manhattan CD 02         | 3,52       | 92.445    | 26.225  | Greenwich Village, Hudson Square, Little Italy, NoHo, SoHo, South Village, West Village |
| Manhattan CD 03         | 4,37       | 163.141   | 37.332  | Chinatown, East Village, Lower East Side, NoHo, Two Bridges |
| Manhattan CD 04         | 4,61       | 131.351   | 28.474  | Chelsea, Clinton, Hudson Yards |
| Manhattan CD 05         | 4,06       | 63.600    | 15.665  | Midtown |
| Manhattan CD 06         | 3,63       | 155.614   | 42.916  | Gramercy Park, Murray Hill, Stuyvesant Town, Peter Cooper Village, Sutton Place, Tudor City, Turtle Bay |
| Manhattan CD 07         | 4,96       | 222.129   | 44.811  | Manhattan Valley, Upper West Side, Lincoln Square |
| Manhattan CD 08         | 5,15       | 231.983   | 45.045  | Lenox Hill, Roosevelt Island, Upper East Side, Yorkville |
| Manhattan CD 09         | 3,90       | 110.458   | 28.344  | Hamilton Heights, Manhattanville, Morningside Heights, West Harlem |
| Manhattan CD 10         | 3,63       | 130.440   | 35.933  | Central Harlem |
| Manhattan CD 11         | 6,16       | 125.771   | 20.417  | East Harlem, Wards Island, Randalls Island |
| Manhattan CD 12         | 7,28       | 180.206   | 24.739  | Inwood, Washington Heights |
| Queens CD 01            | 15,93      | 196.803   | 12.355  | Astoria, Astoria Heights, Ditmars, Dutch Kills, Long Island City, Queensbridge, Ravenswood, Rikers Island (The Bronx), Steinway |
| Queens CD 02            | 13,08      | 137.981   | 10.549  | Blissville, Hunters Point, Long Island City, Sunnyside, Sunnyside Gardens, Woodside |
| Queens CD 03            | 7,69       | 179.134   | 23.273  | Jackson Heights, East Elmhurst, North Corona |
| Queens CD 04            | 6,08       | 181.025   | 29.749  | Corona, Corona Heights, Elmhurst, LeFrak City |
| Queens CD 05            | 19,38      | 178.178   | 9.192   | Glendale, Middle Village, Maspeth, Ridgewood |
| Queens CD 06            | 7,70       | 120.955   | 15.714  | Forest Hills, Forest Hills Gardens, Rego Park |
| Queens CD 07            | 30,30      | 269.587   | 8.896   | Auburndale, Bay Terrace, Beechhurst, College Point, Flushing, Malba, Queensboro Hill, Whitestone |
| Queens CD 08            | 19,27      | 161.402   | 8.377   | Briarwood, Fresh Meadows, Hillcrest, Holliswood, Jamaica, Jamaica Estates, Jamaica Hills, Kew Gardens Hills, Pomonak, Utopia |
| Queens CD 09            | 10,04      | 152.839   | 15.223  | Kew Gardens, Ozone Park, Richmond Hill, Woodhaven |
| Queens CD 10            | 15,82      | 129.411   | 8.180   | Howard Beach, Lindenwood, Old Howard Beach, Ozone Park, South Ozone Park |
| Queens CD 11            | 24,12      | 122.211   | 5.066   | Bayside, Douglaston, Little Neck, Auburndale, Oakland Gardens, Hollis Hills |
| Queens CD 12            | 24,69      | 256.278   | 10.379  | Jamaica, Hollis, Saint Albans, North Springfield Gardens, Rochdale Village |
| Queens CD 13            | 32,38      | 199.218   | 6.152   | Queens Village, Glen Oaks, New Hyde Park, Bellerose, Cambria Heights, Laurelton, Rosedale, Floral Park, Brookville, Springfield Gardens |
| Queens CD 14            | 17,39      | 124.173   | 7.141   | Breezy Point, Belle Harbor, Neponsit, Arverne, Bayswater, Edgemere, Rockaway Beach, Rockaway Park, The Rockaway, Far Rockaway, Roxbury, Seaside |
| Staten Island CD 1      | 34,96      | 189.663   | 5.425   | Arlington, Castleton Corners, Clifton, Concord, Elm Park, Fort Wadsworth, Graniteville, Grymes Hill, Livingston, Mariners Harbor, Meiers Corners, New Brighton, Port Ivory, Port Richmond, Randall Manor, Rosebank, St. George, Shore Acres, Silver Lake, Stapleton, Sunnyside, Tompkinsville, West Brighton, Westerleigh |
| Staten Island CD 2      | 55,17      | 140.795   | 2.552   | Arrochar, Bloomfield, Bulls Heads, Chelsea, Dongan Hills, Egbertville, Emerson Hill, Grant City, Grasmere, Midland Beach, New Dorp, New Springville, Oakwood, Ocean Breeze, Old Town, South Beach, Todt Hill, Travis |
| Staten Island CD 3      | 55,68      | 164.723   | 2.958   | Annadale, Arden Heights, Bay Terrace, Charleston, Eltingville, Great Kills, Greenridge, Huguenot, Pleasant Plains, Prince’s Bay, Richmond Valley, Rossville, Tottenville, Woodrow |
| New York City           | 778,19     | 8.804.190 | 10.505  | |

## Neighborhoods
Einzelne Neighbourhoods werden von Einwohnern unterschiedlicher Abstammung charakterisiert:

### Afroamerikanisch
- Brooklyn: Fort Greene; Flatbush; Canarsie; Bedford–Stuyvesant; Weeksville; Brownsville; East New York; Starrett City; Ocean Hill; East Flatbush; City Line; Clinton Hill; Cypress Hills; Kensington; Flatlands; Stuyvesant Heights; Wingate
- Bronx: Co-op City; Baychester; Eastchester; Edenwald; Soundview; Wakefield; Williamsbridge; Olinville; Allerton; Concourse; Fordham-Bedford; Mott Haven; Morrisania; Tremont; Highbridge; East Morrisania
- Manhattan: Harlem; Sugar Hill; Hamilton Heights; Hudson Heights; Lower East Side; San Juan Hill
- Staten Island: Mariners Harbor; Tompkinsville; Clifton; Stapleton
- Queens: Far Rockaway; Arverne; St. Albans; Cambria Heights; Laurelton; Rosedale; Jamaica; Hollis; South Jamaica; Elmhurst; Ozone Park; South Ozone Park; Springfield Gardens; Queensbridge; East Elmhurst; Queens Village

### Hispanoamerikanisch
- Brooklyn: Bushwick; Williamsburg; East Williamsburg; East New York; Sunset Park; Cypress Hills; New Lots; Kensington; City Line
- Bronx: Allerton; Bedford Park; Castle Hill; Concourse; East Morrisania; East Tremont; Fordham; Fordham-Bedford; Harding Park; Highbridge; Hunts Point; The Hub; Kingsbridge; Kingsbridge Heights; Longwood; Melrose; Morrisania; Morris Heights; Mott Haven; Norwood; Port Morris; Soundview; Tremont; University Heights; West Farms
- Manhattan: Spanish Harlem; Inwood; Washington Heights; Lower East Side; Alphabet City; East Village; Loisaida; Manhattan; Hamilton Heights; Manhattanville; Hudson Heights; Manhattan Valley
- Staten Island: Mariners Harbor; Tompkinsville; Port Richmond; Clifton; Midland Beach
- Queens: Elmhurst; Corona; East Elmhurst; Woodhaven; Woodside; Flushing; Maspeth; Ridgewood; Ozone Park; South Ozone Park; Glendale; Jackson Heights; North Corona; Utopia; Richmond Hill; Sunnyside; Astoria; Queens Village; Linden Hill, Kew Gardens

### Italienisch
- Brooklyn: Bensonhurst; Dyker Heights; Midwood; Bay Ridge; Cobble Hill; Carroll Gardens; Gravesend; Homecrest; Manhattan Beach; Mill Basin; Marine Park; Kensington
- Bronx: Country Club; Morris Park; City Island; Arthur Avenue Pelham Bay; Pelham Gardens; Pelham Parkway; Throgs Neck; Locust Point; Woodlawn
- Manhattan: Hell’s Kitchen; Little Italy; NoLIta; Greenwich Village; Lower East Side; Italian Harlem
- Staten Island: Annadale; Arden Heights; Arrochar; Bay Terrace; Charleston; Concord; Eltingville; Grant City; Grasmere; Great Kills; Greenridge; Huguenot; New Dorp; New Springville; Pleasant Plains; Port Richmond; Prince's Bay; Rosebank; South Beach; Todt Hill; Tompkinsville; Tottenville; West New Brighton; Willowbrook
- Queens: Howard Beach; Old Howard Beach; Ozone Park; Middle Village; Bayside; Richmond Hill; South Ozone Park; Whitestone; Murray Hill; Rockwood Park; Jackson Heights; Woodhaven; Ridgewood; Tudor Village; Lindenwood; Broad Channel

### Jüdisch
- Brooklyn: Midwood; Borough Park; Gravesend; Sheepshead Bay; Homecrest; Marine Park; Brighton Beach; Coney Island; Park Slope; Crown Heights; Mill Basin; Marine Park; Bensonhurst; Williamsburg; Flatbush; Kings Highway
- Bronx: Riverdale; Pelham Parkway; Van Cortlandt Village; City Island
- Manhattan: Upper East Side; Lower East Side; Greenwich Village; Morningside Heights; TriBeCa
- Queens: Little Neck; Forest Hills; Fresh Meadows; Bayside; Woodhaven; Rockwood Park; Briarwood; Kew Gardens; Jamaica Estates; Hillcrest; Douglaston; Bayswater; Utopia; Jackson Heights; Hollis Hills; Glendale; Lindenwood; Howard Beach; Forest Hills Gardens

### Guyanisch
- Queens: Kew Gardens; Richmond Hill